# Lou Banach
Ludwig David Banach, detto Lou (6 febbraio 1960), è un ex lottatore statunitense, specializzato nella lotta libera.

## Palmarès

### Olimpiadi
- 1 medaglia:
  - 1 oro (Los Angeles 1984 nei pesi massimi)